# Franz Ryba
Franz Ryba (* 11. Mai 1910 in Scharley/Oberschlesien, heute Teil der Stadt Piekary Śląskie; † 1. Dezember 1987) war ein deutscher Politiker (CDU).
Er war von 1946 bis 1947 Minister für Volkswohlfahrt des Landes Schleswig-Holstein.

## Leben und Beruf
Nach dem Abitur absolvierte Ryba ein Studium der Rechtswissenschaft in Freiburg im Breisgau, Breslau und Greifswald. 1940 erfolgte seine Promotion zum Dr. jur. an der Universität Greifswald mit der Arbeit Die Obervormundschaft im deutschen Recht.
Nach dem Zweiten Weltkrieg kam er als Heimatvertriebener nach Schleswig-Holstein. Er gehörte dem Flüchtlingsrat für die Britische Zone an. Zuletzt war er als Rechtsanwalt in Preetz tätig.
Franz Ryba war verheiratet und hatte drei Kinder.

## Partei
Franz Ryba trat Ende 1946 der CDU bei (nachdem er bereits als parteiloser Abgeordneter im Ernannten Landtag gesessen hatte) und war Ende der 1940er Jahre stellvertretender Landesvorsitzender der CDU in Schleswig-Holstein.

## Abgeordneter
Franz Ryba gehörte 1946/47 den beiden ernannten Landtagen von Schleswig-Holstein an und war auch in der ersten Wahlperiode von 1947 bis 1950 Landtagsabgeordneter Schleswig-Holsteins. Der Landtag wählte ihn zum Mitglied der ersten Bundesversammlung, die am 12. September 1949 Theodor Heuss zum Bundespräsidenten wählte.

## Öffentliche Ämter
Vom 23. November 1946 bis zum 28. Februar 1947 gehörte er als Minister für Volkswohlfahrt der von Ministerpräsident Theodor Steltzer geleiteten Landesregierung von Schleswig-Holstein (Kabinett Steltzer II) an. Sein besonderes Engagement galt der Eingliederung der Flüchtlinge. Diese Politik stieß auf Widerspruch in der SPD Schleswig-Holstein, dem damaligen Koalitionspartner. Bereits in der zweiten Landtagssitzung wurde auf Betreiben der SPD ein Untersuchungsausschuss eingesetzt, der eine angeblich Kompetenzüberschreitung Franz Rybas in einer Wohnungsangelegenheit prüfen sollte. Kaum war dieser Vorwurf entkräftet, wurde er erneut von der SPD scharf angegriffen. Anlass war ein Gesetzesentwurf Rybas zur Einrichtung einer gesonderten Flüchtlingsverwaltung. Andreas Gayk sprach von einem „Ermächtigungsgesetz“ und beantragte, dass der Landtag Minister Ryba das Vertrauen entziehen sollte. Dieser Antrag wurde am 28. Februar 1947 im Lübecker Ratssaal mit 29 zu 18 Stimmen bei zwei Enthaltungen angenommen und stürzte die Regierung in eine schwere Krise. CDU Fraktionschef Carl Schröter kündigte an, die CDU-Minister aus der Regierung zurückzuziehen. In der CDU setzte sich jedoch Theodor Steltzer durch, der eine Fortsetzung der Regierungsarbeit befürwortete. Für die CDU nahm daher Paul Pagel das Ministeramt anstelle von Franz Ryba wahr. Die erste freie Landtagswahl in Schleswig-Holstein am 20. April 1947 ging für die CDU verloren, und Steltzer zog sich zurück.